# میلان یووانیچ
میلان یووانیچ (سیریلیک صربی: Милан Јованић؛ زادهٔ ۳۱ ژوئیهٔ ۱۹۸۵) بازیکن سابق و مربی فوتبال اهل صربستان است.
از باشگاه‌هایی که در آن بازی کرده‌است می‌توان به باشگاه فوتبال پرث گلوری، باشگاه فوتبال وویوودینا، و باشگاه فوتبال ویسوا کراکوف اشاره کرد.
وی همچنین در تیم ملی فوتبال صربستان بازی کرده‌است.